# Norbert Brinkmann (Fußballspieler)
Norbert Brinkmann (* 16. Juni 1952 in Oberhausen) ist ein ehemaliger deutscher Fußballspieler. Der Defensivspieler hat bei
Bayer 05 Uerdingen von 1972 bis 1987 in der Regionalliga West 45 Ligaspiele (1 Tor), in der 2. Bundesliga 211 Ligaspiele (8 Tore) und in der Bundesliga 153 Ligaspiele (2 Tore) absolviert. Mit Uerdingen gewann der zumeist als Vorstopper eingesetzte Abwehrspieler 1985 den DFB-Pokal.

## Laufbahn
Der aus der Nachwuchsabteilung von Sterkrade 06/07 hervorgekommene Abwehrspieler – er war mit Sterkrade 1971 hinter Meister und Regionalligaaufsteiger Uerdingen Vizemeister in der Verbandsliga Niederrhein geworden – wechselte zur Saison 1972/73 in die zweitklassige Regionalliga West zu Bayer 05 Uerdingen. Dort spielte er seine ganze Karriere. Am 30. Juli 1972 debütierte er unter Trainer Klaus Quinkert bei einem 0:0-Heimremis gegen Alemannia Aachen in der Regionalliga. Am Rundenende hatte er 11 Ligaspiele absolviert (ein Tor) und die Blau-Roten aus der Grotenburg-Kampfbahn hatten den 3. Rang belegt. In seinem zweiten Uerdinger Jahr, 1973/74, fehlte er in keinem der 34 Rundenspiele und belegte mit seinem Verein wiederum den 3. Rang. Mit Uerdingen wurde der 1,81 m große, athletische Zweikämpfer in der Debütrunde der 2. Bundesliga, 1974/75, Vizemeister in der Nordstaffel und kam somit zu Relegationsspielen gegen den Südvize FK Pirmasens zur Ermittlung des 3. Bundesligaaufsteigers. Im Hinspiel in Pirmasens zeigte der Gastgeber mit Offensivakteuren wie Georg Beichle, Günther Michl, Harry Erhart, Raimund Krauth und Dieter Weinkauff warum sie in der Südliga Vizemeister geworden waren. Sie erzielten vier Tore gegen die in der Nord-Liga lediglich 38 Gegentore kassierte Uerdinger Abwehr um Torhüter Manfred Kroke und der Abwehrreihe mit Lothar Prehn, Libero Paul Hahn, Vorstopper Brinkmann und Edmund Stieber. Mit seinem Treffer in der 81. Spielminute zum 4:4-Ausgleich verschaffte Wolfgang Lüttges Uerdingen eine gute Ausgangsposition für das Rückspiel am 22. Juni 1975. Im heimischen Stadion war Pirmasens dann ohne Chance und verlor mit 0:6 und Brinkmann und Kollegen feierten den Bundesligaaufstieg.
In die Bundesliga startete das Team aus Krefeld am 9. August 1975 mit einer 1:2-Auswärtsniederlage bei Rot-Weiss Essen. Vorstopper Brinkmann lernte dabei die Torjägerqualitäten des „Kopfballungeheuers“ Horst Hrubesch (zweifacher Torschütze) kennen. Es folgten in den nächsten drei Spielen Duelle gegen Jupp Kaczor, Rüdiger Wenzel und Gerd Müller, womit Brinkmann einen Einstand auf höchstem Niveau in der höchsten Liga zu bestehen hatte. Insgesamt tat sich Uerdingen schwer und stieg umgehend als 18. wieder in die 2. Liga ab. Brinkmann war in allen 34 Rundenspielen aufgelaufen.
Im dritten Zweitligajahr, 1978/79, erreichte Brinkmann unter Trainer Horst Buhtz die Vizemeisterschaft in der 2. Liga und damit erneut die Chance, durch Relegationsspiele gegen Südvize SpVgg Bayreuth in die Bundesliga zurückzukehren. In der Runde war der absolute Leistungsträger in der Abwehr in 37 Spielen aufgelaufen und hatte drei Tore erzielt. An der Deckungszentrale Paul Hahn (Libero) und Brinkmann (Vorstopper) bissen sich die Bayreuther Angreifer um Manfred Größler und Wolfgang Breuer die Zähne aus. In Bayreuth trennte man sich 1:1, im Heimspiel setzte sich die Buhtz-Truppe mit 2:1 durch und gehörte ab 1979/80 wieder der Bundesliga an.
Nach zwei Jahren Bundesligaabstiegskampf (1979/80, 1980/81) und einem Jahr Zweitligamittelmaß (1981/82) ging es 1982/83 wieder in der Tabelle nach oben und Ende der Runde schuf der errungene 3. Platz unter Trainer Hans-Dieter Tippenhauer die Relegationsmöglichkeit, gegen den FC Schalke 04 den erneuten Aufstieg in die Bundesliga zu verwirklichen. Das Hinspiel am 15. Juni 1983 gewann Uerdingen im heimischen Stadion mit 3:1 und das 1:1 im Rückspiel genügte zur Bundesligarückkehr. Torhüter Werner Vollack, Libero Matthias Herget und der unverwüstliche Vorstopper Brinkmann bildeten dabei die stabile Defensivachse der Uerdinger, was auch die Schalker Angreifer Hans-Joachim Abel, İlyas Tüfekçi und Wolfram Wuttke erfahren mussten. Für den 30-jährigen Brinkmann begannen jetzt die erfolgreichsten Jahre mit Bayer 05.
Er spielte mit Uerdingen nicht mehr um den Klassenerhalt, die Blau-Roten erreichten 1985/86 unter Trainer Karl-Heinz Feldkamp sogar den 3. Rang in der Bundesliga, nachdem sie am 26. Mai 1985 im Finale mit einem 2:1 gegen den FC Bayern München den DFB-Pokal gewonnen hatten. Sein letztes Bundesligaspiel absolvierte der 35-jährige Abwehrhaudegen am 17. Juni 1987 – einen Tag nach seinem 35. Geburtstag – bei einem 3:2-Auswärtserfolg gegen den SV Waldhof Mannheim.